# Capnoides
Capnoides es un género de alrededor de 41 especies perteneciente a la subfamilia Fumarioideae (antigua familia Fumariaceae) de Papaveraceae.

## Especies seleccionadas
- Capnoides albida Bernh. ex Steud.
- Capnoides aureum (Willd.) Kuntze
- Capnoides bidwellianum Greene
- Capnoides biternatum Kuntze
- Lista de especies